# 한국낙농유가공기술원
한국낙농유가공기술원은 우유‧유제품에 대한 기술습득 및 정보제공 등 체계적인 교육을 통해 전문인재를 지속적으로 양성하여 낙농‧유가공산업의 발전 도모를 목적으로 2010년 11월 16일 설립·허가된 대한민국 농림수산식품부 소관의 사단법인이다. 사무실은 서울특별시 광진구 능동 258-4, 201호에 있다.